# Communauté de communes Sud Retz Atlantique
La communauté de communes Sud Retz Atlantique est une communauté de communes française, créée au 1er janvier 2017 et située dans le département de la Loire-Atlantique et la région Pays de la Loire.

## Historique
En 2016, les communautés de communes de la région de Machecoul et Loire-Atlantique méridionale décident de constituer une intercommunalité unique sous le nom de « communauté de communes Sud Retz Atlantique ». La création est officialisée par un arrêté préfectoral en date du 14 décembre 2016.
Lors du premier conseil, le 4 janvier 2017, Claude Naud, maire de Corcoué-sur-Logne et ancien président de la communauté de communes Loire-Atlantique méridionale est élu président de la communauté de communes.
Le 1er janvier 2020, la commune de Villeneuve-en-Retz quitte la communauté de communes et rejoint Pornic Agglo Pays de Retz.

## Territoire communautaire

### Géographie
Située au sud  du département de la Loire-Atlantique, la communauté de communes Sud Retz Atlantique regroupe 8 communes et présente une superficie de 353,5 km2.

### Composition
La communauté de communes est composée des 8 communes suivantes :

| Nom                          | Code Insee | Gentilé      | Superficie (km2) | Population (dernière pop. légale) | Densité (hab./km2) |
| ---------------------------- | ---------- | ------------ | ---------------- | --------------------------------- | ------------------ |
| Machecoul-Saint-Même (siège) | 44087      |              | 84,89            | 7 665 (2022)                      | 90                 |
| Corcoué-sur-Logne            | 44156      | Corcouéens   | 50,39            | 3 209 (2022)                      | 64                 |
| Legé                         | 44081      | Legéens      | 63,32            | 4 769 (2022)                      | 75                 |
| La Marne                     | 44090      | Marnais      | 17,8             | 1 578 (2022)                      | 89                 |
| Paulx                        | 44119      | Palucéens    | 35,92            | 2 042 (2022)                      | 57                 |
| Saint-Étienne-de-Mer-Morte   | 44157      | Stéphanois   | 27,33            | 1 764 (2022)                      | 65                 |
| Saint-Mars-de-Coutais        | 44178      | Saint-Marins | 34,67            | 2 644 (2022)                      | 76                 |
| Touvois                      | 44206      | Touvoisiens  | 39,21            | 1 936 (2022)                      | 49                 |

### Démographie
| 1968   | 1975   | 1982   | 1990   | 1999   | 2010   | 2015   | 2021   |
| ------ | ------ | ------ | ------ | ------ | ------ | ------ | ------ |
| 16 601 | 16 324 | 17 221 | 17 704 | 18 360 | 22 797 | 24 148 | 25 410 |

## Administration

### Siège
Le siège de la communauté de communes est situé à Machecoul-Saint-Même.

### Les élus
Le conseil communautaire de la communauté de communes se compose de 30 conseillers, élus pour une durée de six ans.
Ils sont répartis comme suit :
| Nombre de conseillers | Communes                                             |
| --------------------- | ---------------------------------------------------- |
| 10                    | Machecoul-Saint-Même                                 |
| 6                     | Legé                                                 |
| 3                     | Corcoué-sur-Logne, Saint-Mars-de-Coutais             |
| 2                     | La Marne, Paulx, Saint-Étienne-de-Mer-Morte, Touvois |

### Présidence
À la suite des élections municipales et communautaires de 2020, le conseil communautaire, réuni le 10 juillet 2020 a élu Laurent Robin, maire de Machecoul-Saint-Même, président de l'intercommunalité. Celui-ci est assisté, au sein du bureau communautaire, par 9 vice-présidents et 3 conseillers.
| Période         | Période         | Identité      | Étiquette | Qualité                                |
| --------------- | --------------- | ------------- | --------- | -------------------------------------- |
| 4 janvier 2017  | 10 juillet 2020 | Claude Naud   | DVG       | Maire de Corcoué-sur-Logne (2008 →)    |
| 10 juillet 2020 | En cours        | Laurent Robin | DVC       | Maire de Machecoul-Saint-Même (2020 →) |

### Régime fiscal et budget
Le régime fiscal de la communauté de communes est la fiscalité professionnelle unique (FPU).